# Musa Khan Akbarzada

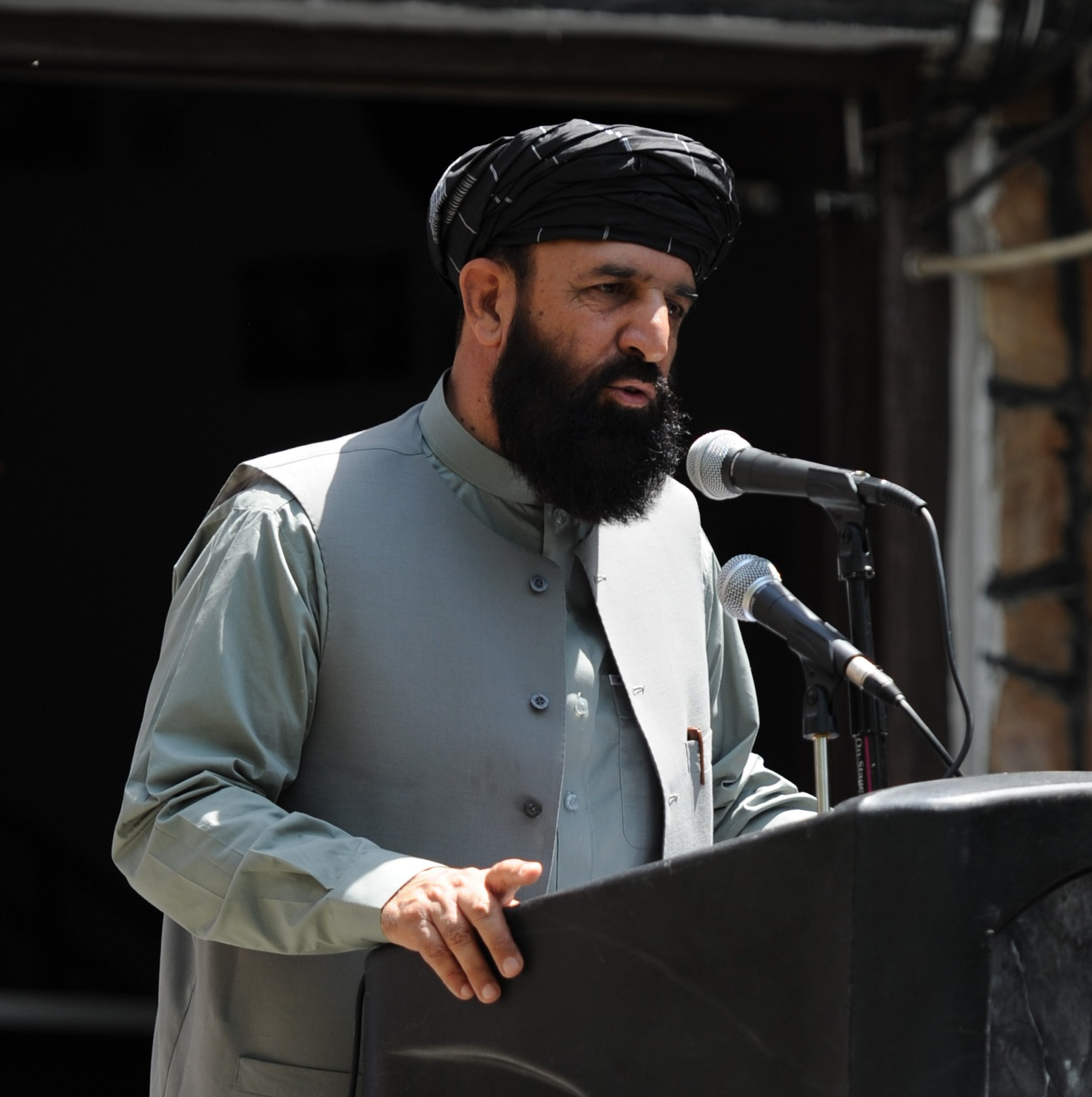
Musa Khan Akbarzada (2011)

Musa Khan Akbarzada (* 1950 in Paktia) ist ein afghanischer Politiker. Er ist seit dem 16. Mai 2010 Gouverneur der Provinz Ghazni (Stand November 2011).
Akbarzada ist ein Paschtune vom Stamm der Ahmadzai.
Ende 2011 erlaubte er, eigenen Angaben zufolge, lokalen Mitgliedern der Taliban, zwei Raketen auf die Stadt Ghazni abzuschießen um die, seiner Meinung nach friedensbereiten lokalen Aufständischen, gegenüber ihrem Kommando zu entlasten. Dabei kam ein neunjähriges Mädchen ums Leben. Darauf folgte massive Kritik von Stadtbewohnern und der Regierung in Kabul.